# مگس گزنده
مگس گزنده (نام علمی: Stomoxys calcitrans) که به نام مگس طویله و مگس سگی نیز شناخته می‌شود، مگس‌ای از تیره Muscidae است که با خوردن خون از پستانداران تغذیه می‌کند.
مگس‌های گزنده، حشراتی بسیار کوچک با طول بدن متوسط ۵ تا ۱۱/۵ میلی‌متر و عرض ۸ تا ۱۰ میلی‌متر می‌باشند.
بال‌های مگس گزنده به رنگ قهوه ای با لکه‌های بی‌رنگ هستند. قفسه سینه خاکستری با نوارهای طولی سیاه رنگ می‌باشد. ناحیه شکم دارای لکه‌های بی‌رنگ در یک پس زمینه سیاه است. بخش آنتن‌ها از سه قسمت تشکیل شده‌است که به رنگ تیره درخشان بوده و یک شکاف در زیر قسمت ابتدایی آن وجود دارد که وجود این شکاف در آنتن‌ها، این گونه را از سایر گونه‌های مگس متمایز می‌کند. در قسمت⅔ طول این آنتن‌ها موهایی بسیار کم پشت مشاهده می‌شود و به رنگ تیره می‌باشد. بخش دیگر آنتن در حدود ۲ تا ۲٫۵ میلی‌متر عرض آن است و به رنگ زرد مایل به قرمز می‌باشد و از طریق آنتن‌ها گاهی می‌توان گونه‌های مختلف مگس‌ها را شناسایی نمود.
مگس‌های گزنده چشمانی مرکب دارند. در مگس‌های سگی ماده، چشم‌ها به‌طور واضحی قابل مشاهده هستند. چشم‌ها مودار و به رنگ روشن است که شامل خطوطی موازی بوده که این نوارها در تمام قسمت‌های چشم گسترش یافته‌است. در نرها این نوارها در قسمت پایین‌تری از چشم آن‌ها گسترش یافته‌است.